# سیارک ۲۶۵۹
سیارک ۲۶۵۹ (به انگلیسی: 2659 Millis، نامگذاری:1981JX) دو هزار و ششصد و پنجاه و نهمین سیارک کشف شده‌است که در ۵ مه ۱۹۸۱ کشف شد.
قدر مطلق سیارک برابر ۱۱٫۶۶ است.